# Sanford (Alabama)
Sanford é uma cidade  localizada no estado americano de Alabama, no Condado de Covington.

## Demografia
Segundo o censo americano de 2000, a sua população era de 269 habitantes.
Em 2006, foi estimada uma população de 272, um aumento de 3 (1.1%).

## Geografia
De acordo com o United States Census Bureau, a localidade tem uma área de 10,4 km², sem área coberta por água. Sanford localiza-se a aproximadamente 60 m acima do nível do mar.

## Localidades na vizinhança
O diagrama seguinte representa as localidades num raio de 16 km ao redor de Sanford.